# Саламатов (Аляска)
Саламатов (англ. Salamatof) — переписна місцевість (CDP) в США, в окрузі Кенай штату Аляска. Населення — 1078 осіб (2020).

## Географія
Саламатов розташований за координатами 60°36′19″ пн. ш. 151°18′42″ зх. д. / 60.60528° пн. ш. 151.31167° зх. д. (60.605180, -151.311787).  За даними Бюро перепису населення США в 2010 році переписна місцевість мала площу 21,39 км², з яких 20,95 км² — суходіл та 0,44 км² — водойми.

## Демографія
Згідно з переписом 2010 року, у переписній місцевості мешкало 980 осіб у 246 домогосподарствах у складі 155 родин. Густота населення становила 46 осіб/км².  Було 300 помешкань (14/км²).
Расовий склад населення:
| - 70,7 % — білих - 17,9 % — корінних американців - 2,1 % — азіатів - 0,9 % — чорних або афроамериканців - 0,6 % — вихідців з тихоокеанських островів |

До двох чи більше рас належало 7,1 %. Частка іспаномовних становила 3,2 % від усіх жителів.
За віковим діапазоном населення розподілялося таким чином: 13,1 % — особи молодші 18 років, 78,7 % — особи у віці 18—64 років, 8,2 % — особи у віці 65 років та старші. Медіана віку мешканця становила 38,2 року. На 100 осіб жіночої статі у переписній місцевості припадало 230,0 чоловіків;  на 100 жінок у віці від 18 років та старших — 261,0 чоловіків також старших 18 років.
Середній дохід на одне домашнє господарство  становив 76 727 доларів США (медіана — 61 458), а середній дохід на одну сім'ю — 85 282 долари (медіана — 78 333). Медіана доходів становила 66 250 доларів для чоловіків та 38 958 доларів для жінок. За межею бідності перебувало 14,9 % осіб, у тому числі 17,3 % дітей у віці до 18 років та 5,4 % осіб у віці 65 років та старших.
Цивільне працевлаштоване населення становило 306 осіб. Основні галузі зайнятості: освіта, охорона здоров'я та соціальна допомога — 18,6 %, сільське господарство, лісництво, риболовля — 14,4 %, будівництво — 11,4 %, роздрібна торгівля — 9,8 %.